# Эквадорский конституционный референдум (2008)
Эквадорский конституционный референдум проходил 28 сентября 2008 года для ратификации проекта новой Конституции, предложенного Конституционным собранием, избранным в 2007 году. Конституция была одобрена 69 % голосов избирателей при явке 76 %. После принятия новой Конституции в апреле 2009 года были проведены всеобщие выборы.

## Вопрос
На референдум был вынесен следующий вопрос:
«¿Aprueba usted el texto de la Nueva Constitución Política de la República elaborado por la Asamblea Constituyente?»"
«Одобряете ли Вы подготовленный Учредительным собранием текст новой нолитической Конституции Республики?»

## Предвыборная обстановка
Президент Рафаэль Корреа первоначально заявил, что уйдет в отставку, если Конституция будет отклонена, но позже заявил, что дождётся истечения срока его полномочий. Опрос, проведённый в мае 2008 года, показал, что 41 % избирателей было против и 31 % — в пользу проекта Конституции. Положения новой Конституции включали право на здравоохранение, питание, социальное обеспечение и образование, а также упор на латиноамериканскую интеграцию. Наиболее спорными предложениями являлись разрешение на второй четырёхлетний срок президентства и легализация гражданских союзов.

## Проведение выборов
При голосовании присутствовали наблюдатели от Европейского союза.